# 吕索 (前波美拉尼亚-吕根县)
吕索（德語：Lüssow）是德国梅克伦堡-前波美拉尼亚州的市镇，隶属于前波美拉尼亚-吕根县，总面积为18.87平方千米，截至2020年总人口为792人。